# Jenny Erpenbeck
 Jenny Erpenbeck  (Kelet-Berlin, 1967. március 12. –) német író és operarendező. 2015-ben elnyerte a Független Külföldi Szépirodalmi Díjat az Aller Tage Abend című regényéért és a 2024-es Nemzetközi Booker-díjat a Kairos című művéért.

## Élete
Kelet-Berlinben született Erpenbeck John Erpenbeck fizikus, filozófus és író, valamint Doris Kilias arab fordító lánya. Apai nagyszülei Fritz Erpenbeck és Hedda Zinner. Berlinben egy felsőfokú gimnáziumba járt, ahol 1985-ben végzett. Ezt követően kétéves könyvkötői gyakorlatot végzett, majd több színházban dolgozott kellékesként és ruhatárfelügyelőként.
1988 és 1990 között Erpenbeck a berlini Humboldt Egyetemen tanult színház szakon. 1990-ben a Hanns Eisler Hanns Eisler Zenei Konzervatóriumban zenei színházi rendezői szakra váltott (többek között Ruth Berghausnál, Heiner Müllernél és Peter Konwitschny-nél). Tanulmányai sikeres befejezése után 1994-ben – Bartók Béla A Kékszakállú herceg vára című operájának a saját plébániatemplomában és a Kunsthaus Tachelesben bemutatott előadásával – először rendezőasszisztensként dolgozott a grazi operaházban, ahol 1997-ben Schönberg Erwartung című művét, Bartók A Kékszakállú herceg vára című operáját és saját darabjának, a Katzen haben sieben Leben (Macskáknak hét élete van) címűnek a világpremierjét állította színpadra. Szabadúszó rendezőként 1998-ban különböző operaházakat rendezett Németországban és Ausztriában, többek között Monteverdi L'Orfeo-ját Aachenben, Acis és Galateát a Berlini Állami Operaházban és Wolfgang Amadeus Mozart Zaide-jét Nürnbergben/Erlangenben.
Az 1990-es években Erpenbeck írói pályafutásba kezdett a rendezés mellett. Elbeszélő próza és színdarabok szerzője: debütáló novella 1999-ben, Geschichte vom alten Kind (A lelenc); 2001-ben elbeszélésgyűjteménye, Tand; 2004-ben a Wörterbuch (Szótár) című novella; 2008-ban pedig a Heimsuchung (Látogatás; magyarul "Otthon") című regényt. 2007-ben Erpenbeck átvette Nicole Krauss kéthetente megjelenő rovatát a Frankfurter Allgemeine Zeitungban. 2015-ben Aller Tage Abend (Minden nap este) című regényének angol fordítása (The End of Days) elnyerte a Független Külföldi Szépirodalmi Díjat (Independent Foreign Fiction Prize).

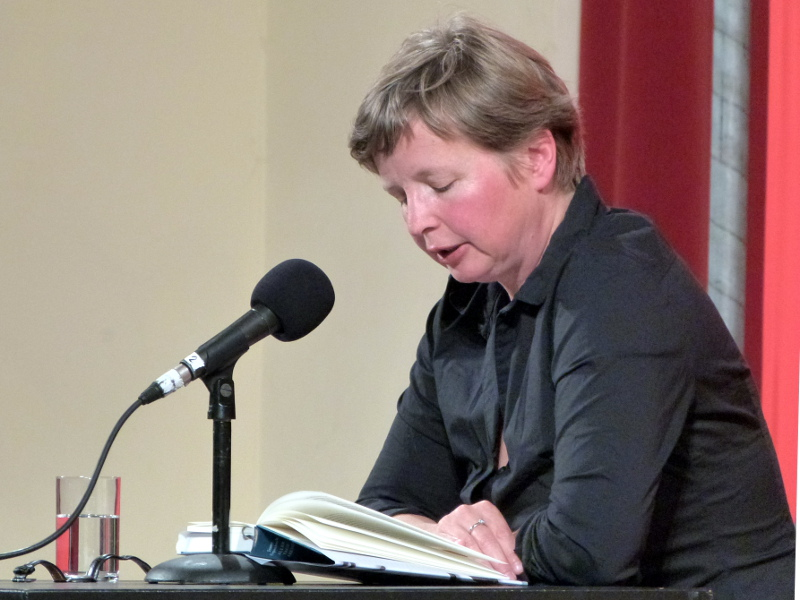
A 2012-es Erlanger Poetenfest-en

2023 szeptemberében Michael Hofmann Kairos angol fordítása felkerült a National Book Award for Translated Literature díjra, 2024-ben pedig elnyerte a Nemzetközi Booker-díjat.
Erpenbeck műveit lefordították dán, angol, francia, görög, héber, holland, svéd, szlovén, spanyol, magyar, japán, koreai, litván, norvég, lengyel, portugál, román, arab, észt, török és finn nyelvre.
Erpenbeck Berlinben él férjével, Wolfgang Bozic karmesterrel és a 2002-ben született fiával.

## Művei

### Regények
- Heimsuchung – Eichborn, Frankfurt am Main 2008, ISBN 978-3-8218-5773-2 (Visitation, trans. Susan Bernofsky(wd), New Directions, 2010; Portobello, 2011)
- Aller Tage Abend – Knaus Verlag, München 2012, ISBN 978-3-8135-0369-2[14] (The End of Days, trans. Susan Bernofsky, New Directions, 2014; Portobello, 2015)
- Gehen, ging, gegangen – Knaus, München 2015, ISBN 978-3-8135-0370-8 (Go, Went, Gone, trans. Susan Bernofsky, New Directions/Portobello, 2017)
- Kairos – Penguin Verlag, München 2021 ISBN 978-3-328-60085-5 (Trans. Michael Hofmann(wd), Granta/New Directions, 2023)

### Novellák és novellagyűjtemények
- Geschichte vom alten Kind – Eichborn, Frankfurt am Main 1999, ISBN 3-8218-0784-9
- Tand – (Erzählungen) Eichborn, Frankfurt am Main 2001, ISBN 3-8218-0696-6
- Wörterbuch – Eichborn, Frankfurt am Main 2004, ISBN 3-8218-0742-3

### Dráma
- Katzen haben sieben Leben (2000)
- Leibesübungen für eine Sünderin (2003)
- Schmutzige Nacht (2015)
- Lot (2017)

### Egyéb
- Dinge, die verschwinden – Galiani, Berlin 2009, ISBN 978-3-86971-004-4
- Kein Roman. Texte und Reden 1992 bis 2018. – Penguin, München 2018, ISBN 978-3-328-60029-9
- Jenny Erpenbeck über Christine Lavant – Kiepenheuer & Witsch, Köln 2023 ISBN 978-3-462-00468-7

### Szerkesztőként
- Sich ganz weit verirren – Sich vom Verirren verirren. Rede an die Abiturienten des Jahrgangs 2014. – Hg. von Ralph Schock. Conte, Sankt Ingbert 2014, ISBN 978-3-95602-019-3

### Magyarul megjelent
- A lelenc (Geschichte vom alten Kind) – József Attila Kör, Budapest, 2000 (JAK világirodalmi sorozat) · ISBN 9633890128 · Fordította: Nádori Lídia
- Otthon (Heimsuchung) – L'Harmattan, Budapest, 2012 (Valahol Európában) · ISBN 9789632364469 · Fordította: Blaschtik Éva, utószó: Kiss Noémi
- Megy, ment, elment (Gehen, ging, gegangen) – Park, Budapest, 2017 · ISBN 9789633552728 · Fordította: Blaschtik Éva
- Kairosz (Kairos) – Park, Budapest, 2025 · ISBN 9789636332198 · Fordította: Fodor Zsuzsa

## Díjak és kitüntetések
- 2001: Jury Prize at the Ingeborg Bachmann Competition in Klagenfurt[15]
- 2001: Several residencies (Ledig Rowohlt House in New York, Künstlerhaus Schloss Wiepersdorf)
- 2004: GEDOK literature prize
- 2006: Winner of the Scholarship Island Writers on Sylt[16]
- 2008: Solothurner Literaturpreis(wd)
- 2008: Heimito von Doderer Literature Prize(wd)
- 2008: Hertha-Koenig-Literature Prize
- 2009: Award of the North LiteraTour
- 2010: Literature Prize of the Steel Foundation Eisenhüttenstadt[17]
- 2011: Jewish Quarterly-Wingate Prize(wd), shortlisted for Visitation[18]
- 2013: Joseph Breitbach Prize(wd)
- 2014: Hans Fallada Prize(wd)
- 2015: Independent Foreign Fiction Prize(wd), winner for The End of Days (prize shared with the book's translator, Susan Bernofsky)[19]
- 2016: International Dublin Literary Award(wd), shortlisted for The End of Days
- 2016: Thomas Mann Prize(wd)[20]
- 2017: Strega European Prize(wd)
- 2017: Order of Merit of the Federal Republic of Germany(wd)[21]
- 2018: Go, Went, Gone New York Times Notable Book List 2018
- 2019: The Guardian ranked Visitation number 90 in its list of 100 Best Books of the 21st Century.[22]
- 2022: Uwe Johnson Prize(wd) for Kairos[23]
- 2023: Internationaler Stefan-Heym-Preis(wd)[24]
- 2024: The International Booker Prize for Kairos[25]

## Fordítás
- Ez a szócikk részben vagy egészben  a   Jenny Erpenbeck című angol Wikipédia-szócikk fordításán alapul.  Az eredeti cikk szerkesztőit annak laptörténete sorolja fel. Ez a jelzés csupán a megfogalmazás eredetét és a szerzői jogokat jelzi, nem szolgál a cikkben szereplő információk forrásmegjelöléseként.
- Ez a szócikk részben vagy egészben  a   Jenny Erpenbeck című német Wikipédia-szócikk fordításán alapul.  Az eredeti cikk szerkesztőit annak laptörténete sorolja fel. Ez a jelzés csupán a megfogalmazás eredetét és a szerzői jogokat jelzi, nem szolgál a cikkben szereplő információk forrásmegjelöléseként.